# Jens Toornstra
Jens Toornstra (Alphen aan den Rijn, Países Bajos, 4 de abril de 1989) es un futbolista neerlandés. Juega como centrocampista y su club es el F. C. Utrecht de la Eredivisie de su país. Es conocido por su alto nivel de resistencia y perseverancia en la cancha.

## Trayectoria

### Inicios
En su juventud, Toornstra jugó ocho años fútbol amateur para el Alphense Boys en la Twede Klasse C. En su último año anotó veinte goles con el equipo. Impresionó tanto que Kees Jansma recomendó a Toornstra a ADO Den Haag. En un principio, los caza talentos de ADO Den Haag no creían que Toornstra podía ser tan bueno, pero finalmente fue fichado para el equipo de reservas.

### ADO Den Haag
En el verano de 2009 Toornstra llegó a ADO Den Haag con un contrato hasta julio de 2012. Hizo su debut con el club en la victoria 3–0 ante el Willem II. Poco después se convirtió en titular en ADO, y rápidamente atrajo la atención de clubes como AZ, FC Twente y Roda JC. Toornstra firmó un nuevo y mejorado contrato con el club el 4 de julio de ese mismo año hasta el verano del 2013.
En la temporada 2010/11 Toornstra recibió la camiseta número 7, la cual había sido utilizada por Karim Soltani, quien fue transferido a Iraklis Thessaloniki F.. C. Toornstra anotó su primer gol con ADO Den Haag en enero en contra del Excelsior. El 26 de mayo de 2011, Toornstra anotó una tripleta ante el Groningen en el partido de ida de los playoffs para la Europa League. Sus goles ayudaron al equipo a ganar 5-1 en el agregado.

### FC Utrecht
Al cierre de la temporada de traspasos de invierno en 2013, Toornstra fichó con el FC Utrecht.

## Selección nacional
El 13 de mayo de 2010 fue convocado por primera vez al equipo sub-21 de los Países Bajos para partidos amistosos ante Portugal el 18 y 21 de mayo. Debutó con la selección juvenil ese 18 de mayo. Anotó su primer gol con la selección sub-21 el 11 de agosto de 2010 contra Liechstenstein.
Debutó con la selección mayor en mayo de 2013 en un partido amistoso de los Países Bajos durante su gira por Asia.

## Palmarés

### Campeonatos nacionales
| Título                        | Club      | País         | Año     |
| ----------------------------- | --------- | ------------ | ------- |
| Copa de los Países Bajos      | Feyenoord | Países Bajos | 2015-16 |
| Eredivisie                    | Feyenoord | Países Bajos | 2016-17 |
| Supercopa de los Países Bajos | Feyenoord | Países Bajos | 2017    |
| Copa de los Países Bajos      | Feyenoord | Países Bajos | 2017-18 |
| Supercopa de los Países Bajos | Feyenoord | Países Bajos | 2018    |